# Crottin de Chavignol
Crottin de Chavignol là loại pho mát dê nổi tiếng nhất trong số nhiều loại được sản xuất ở Thung lũng Loire. Loại pho mát này là thứ khẳng định danh tiếng cho ngôi làng Chavignol ở Pháp, nơi chỉ có hai trăm cư dân.
Crottin de Chavignol đã được chỉ định trở thành Món ăn xuất xứ được kiểm soát (AOC) từ năm 1976 và Món ăn xuất xứ được bảo hộ (AOP) từ năm 1996.

## Lịch sử
Pho mát lấy tên từ làng Chavignol được sáp nhập với thị trấn Sancerre giữa năm 1790 và 1794.
Chăn nuôi dê ở vùng Sancerre là một truyền thống dường như đã có từ thế kỷ thứ 16. Vào cuối thế kỷ 19, dịch bệnh phylloxera tàn phá các vườn trồng nho, và một phần lớn những khu đất đã được phục hồi để chăn nuôi dê ở Sancerrois, Giennois bên cạnh việc chăn nuôi dê ở Sologne.
Loại pho mát dê hình trụ nhỏ từ khu vực xung quanh Chavignol đã được sản xuất từ thế kỷ 16, nhưng ghi chép sớm nhất còn tồn tại là từ năm 1829, khi tên của nó và các chi tiết ngắn gọn về pho mát được một thanh tra thuế ghi lại.
Từ nguyên của món ăn là không rõ ràng: "Crot" mô tả một ngọn đèn dầu nhỏ được làm từ đất sét nung, giống như khuôn dùng để chế biến pho mát. Một cách giải thích khác là Crottin cũ trở nên cứng hơn, nâu hơn và có xu hướng trông giống như phân, và từ tiếng Pháp để chỉ phân động vật là crotte.

## Chất lượng
Được bảo hộ bởi AOC Seal, Crottin de Chavignol ngày nay được sản xuất theo phương pháp truyền thống. Nếu pho mát được dán nhãn "Crottin de Chavignol" thì nó phải đến từ khu vực xung quanh Chavignol và phải đáp ứng các tiêu chí sản xuất AOC nghiêm ngặt.

## Hương vị và thời gian ủ

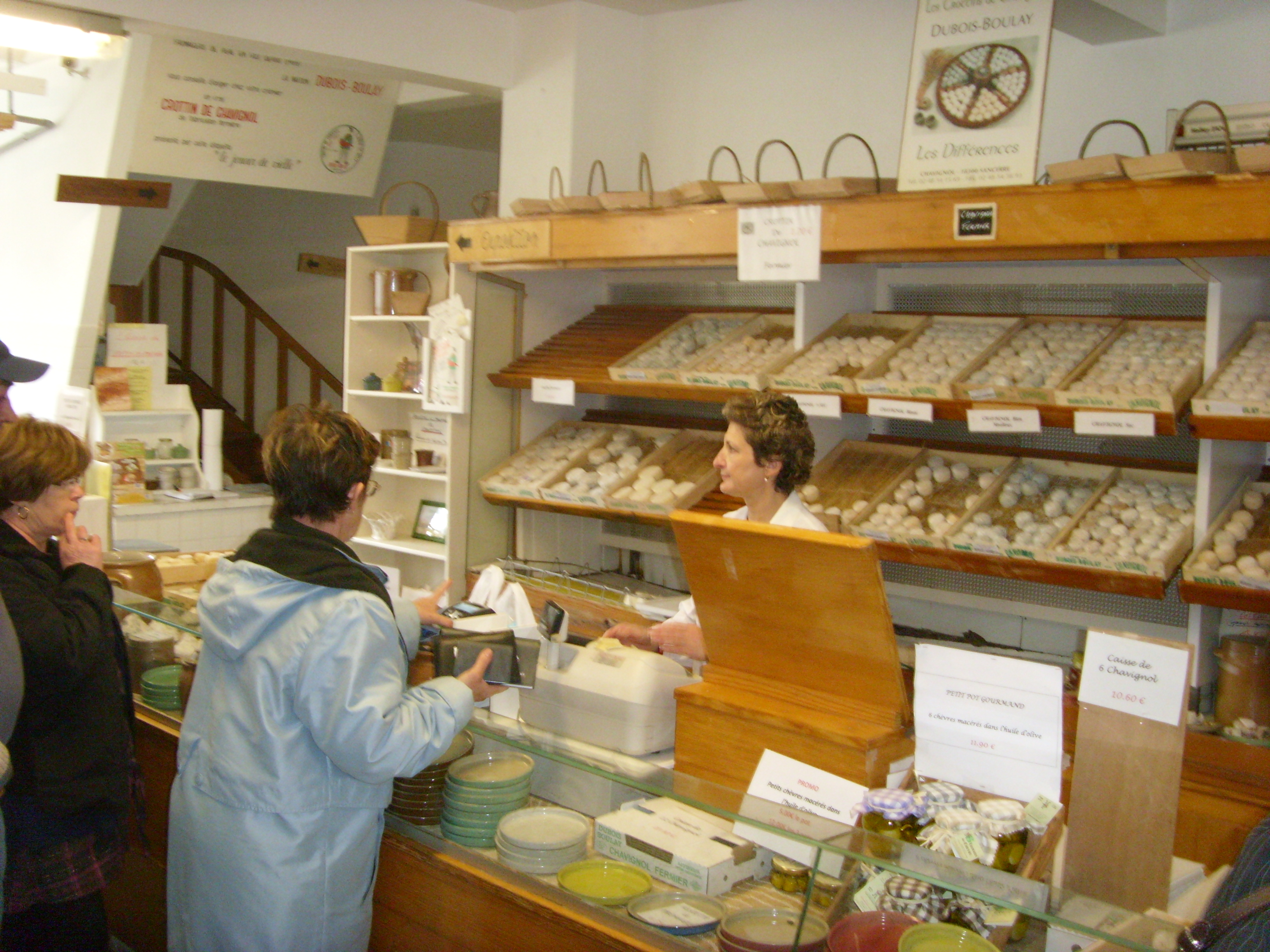
Cửa hàng bán lẻ của một trong hai nhà sản xuất pho mát của Chavignol

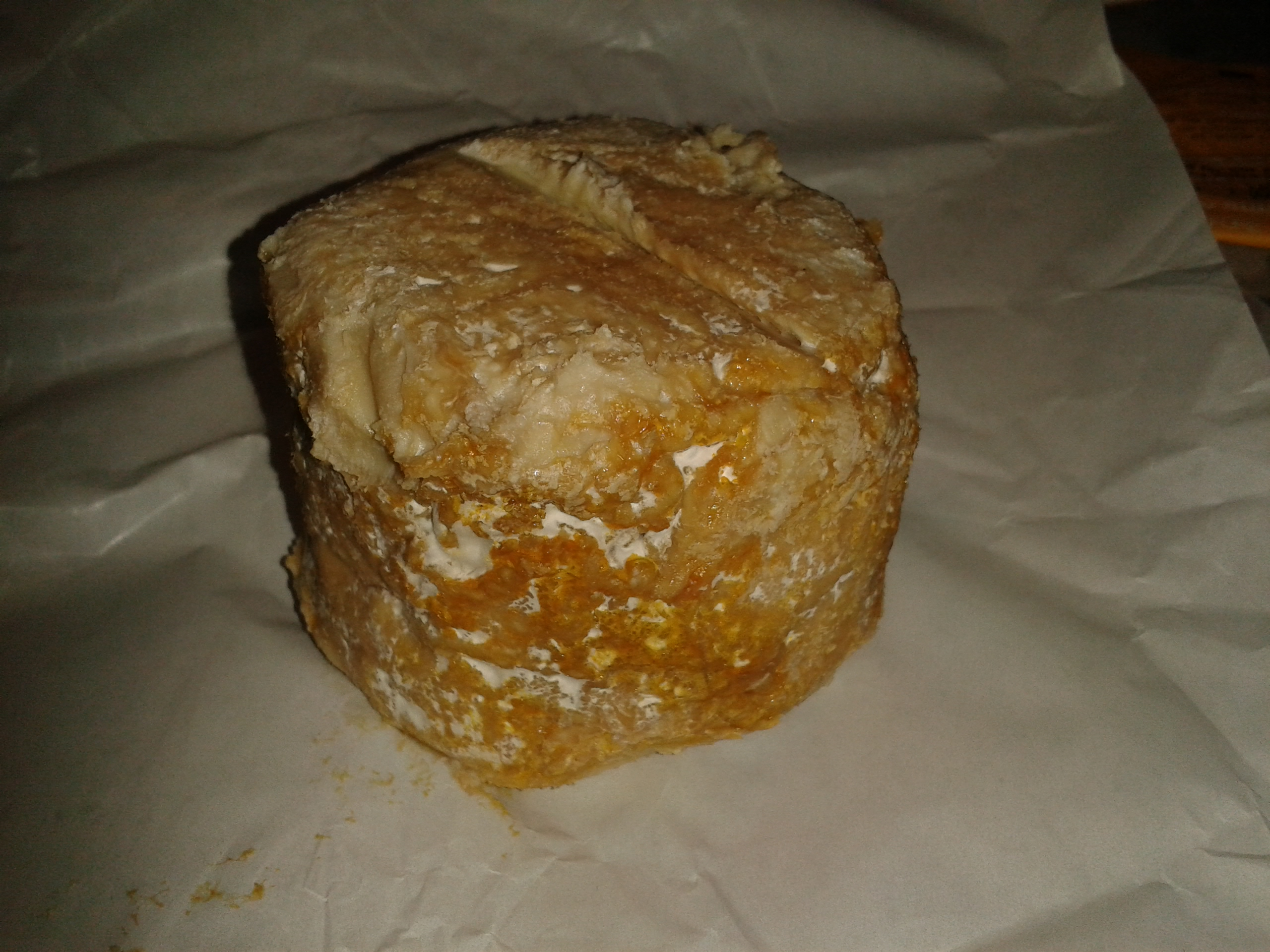
Khi chín (Chavignol bleuté), nó có hương vị đậm đà hơn và vỏ trở nên cứng hơn.

Crottin de Chavignol có đặc tính mỏng và hơi béo. Khi còn sống (Chavignol jeune), bột của nó rắn và chắc, vỏ màu trắng. Khi chín (Chavignol bleuté), nó có hương vị đậm đà hơn và vỏ trở nên cứng hơn. Khi chín hoàn toàn (Chavignol affiné) bột trở nên vụn và đường viền vỏ chuyển thành màu hơi xanh. Pho mát được bán trên thị trường và có thể ăn ở tất cả các giai đoạn chế biến.

## Sử dụng
Một món ăn cổ điển là Crottin de Chavignol nướng được đặt trên một phần salad xanh. Món ăn này được cho là rất hợp với rượu Sancerre từ quê hương của chúng.